# Josef Orosz de Csicser
Freiherr Josef Orosz de Csicser es Balásfalva (* in Raab; † 11. Mai 1792) war kaiserlicher österreichischer Feldmarschall-Lieutenant.
Er kam im Jahr 1749 als Hauptmann in das Infanterie-Regiment No. 2 (Ujváry). Dort wurde er während des Siebenjährigen Krieges 1757 zum Obristwachtmeister, 1758 zum Obristlieutenant und 1763 zum Oberst und Regimentskommandeur ernannt. Während des Kriege zeichnete sich Orosz wiederholt durch persönliche Tapferkeit aus und wurde dreimal verwundet. So geriet er 1760 nach der Schlacht bei Torgau verwundet in preußische Gefangenschaft. Ferner wurde er 1757 bei Breslau und 1758 bei Hochkirch verwundet.
Nach dem Krieg kam er am 28. März 1767 als Kommandeur in das Infanterie-Regiment No. 51, wurde aber bereits am 5. April 1767 wieder in das Infanterie-Regiment No. 2 versetzt. Am 19. Januar 1771 wurde er dann mit Rang vom 12. April 1764 zum Generalmajor befördert und erhielt am 20. September 1780 das Infanterie-Regiment No. 31 (Esterházy). Am 3. April 1783 wurde er  zum Feldmarschall-Lieutenant befördert und nahm mit dem Regiment am 8. Türkenkrieg teil. Er starb am 11. Mai 1792.